# Ланке
Ланке (фр. Lanquais) — коммуна на юго-западе Франции в департаменте Дордонь административного региона Аквитания. По преданиям, место рождения святого Фронта.

## История
Первым историческим текстом, где упоминается Ланке, согласно некоторым историкам стал мартиролог святого Фронта, первого перигорского святого, датированный VII или VIII веком. Место, где якобы родился святой, указано как Linocassio. Тем не менее, в настоящее время отсутствуют подлинные свидетельства того, что это место территориально совпадает с Ланке. В текстах 1276 года найдены упоминания Linquaychs, в текстах 1286 года — Lincays, а в XV веке — Lenquays.
Замок Ланке расположен на высоком скальном отроге неподалёку от самого посёлка. В составе построек замка имеется необычно высокий жилой корпус XV века, фланкированный с севера башней, снабжённой бойницами, а с юга — восьмиугольной башней, в которой устроена лестница. Ренессансная часть замка, датированная концом периода правления короля Генриха II (1547—1559 годы), вероятно является работой Жиля де Латура (фр. Giles de la Tour), ставшего местным сеньором благодаря своей женитьбе в 1531 году на Маргарите де Ла Кропт (фр. Marguerite de la Cropte). Ренессансная постройка выполнена в четырёх этажах.
Замок Ланке последовательно принадлежал следующим семействам:
- семья Монс (фр. Mons) (с XII века по 1426 год)
- семья Ла Кропт (фр. la Cropte) (с 1426 по 1571 год)
- семья Латур д’Овернь (с 1571 по 1719 год)
- Орлеанский род (с 1719 по 1732 год)
- семья Гургов (с 1732 по 1949 год)
- семья Фуше де Брандуа (с 1949 по наше время)

## Достопримечательности

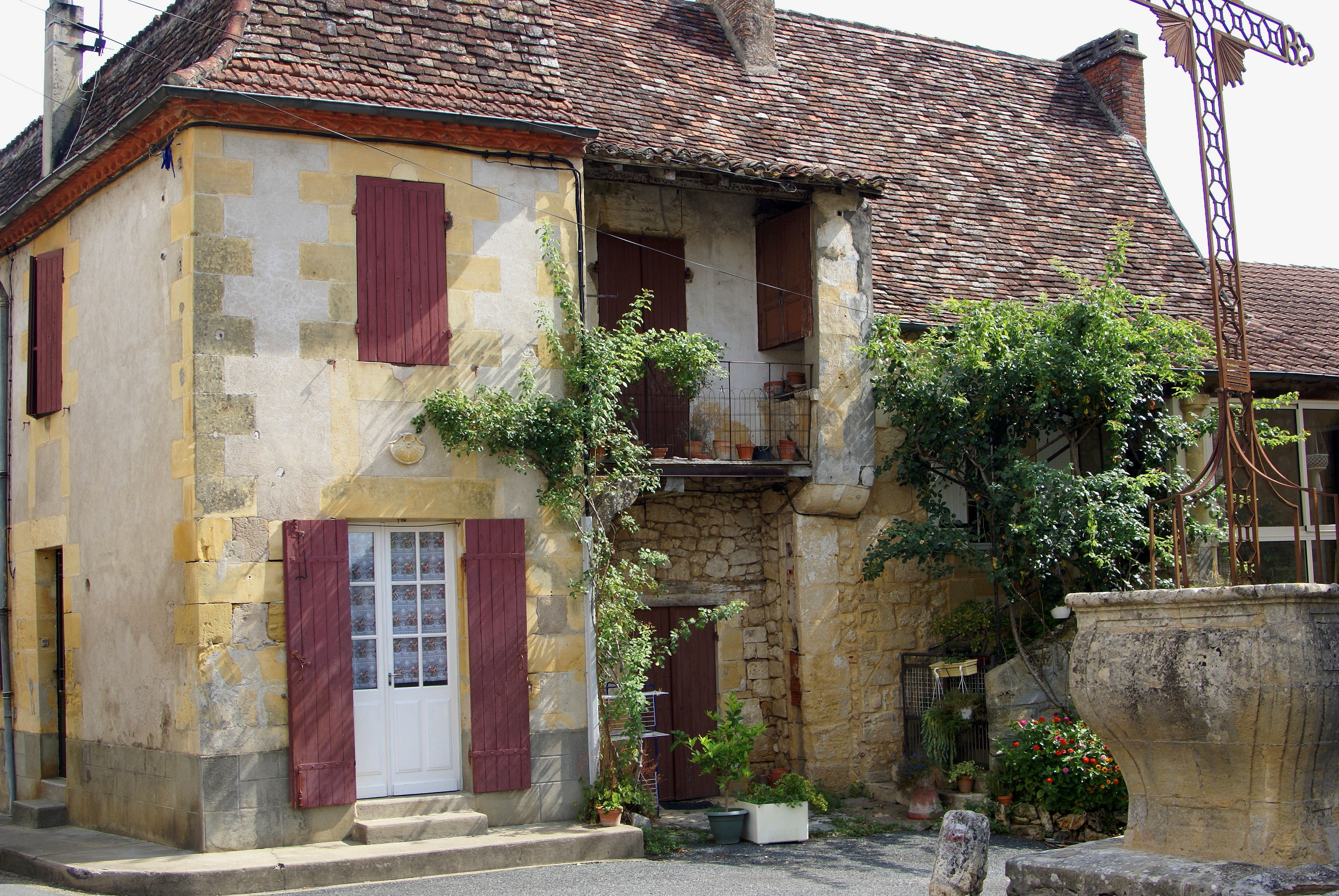
Дом слева от церкви

- Замок Ланке и ведущая к нему вязовая аллея (XV—XVI век), классифицировано как исторический памятник[1], посещение возможно
- Шато Ларок (фр. Château de Laroque) (XV—XVI век), внесено в дополнительный список исторических памятников

## Известные жители
- Святой Фронт, который по легенде, согласно мартирологу VII или VIII века родился в Ланке.
- Виконт Алексис де Гург (фр. Alexis de Gourgues) (1801—1885), владелец замка Ланке, французский историк и вице-президент исторического общества Перигора. Инспектор археологического общества департамента Дордонь.